# フランス国鉄Z23500形電車
フランス国鉄Z23500形電車（フランスこくてつZ23500がたでんしゃ）は、フランスの国有鉄道であるフランス国鉄（SNCF）に導入された鉄道車両。多客輸送に適した2階建て電車で、フランス各地の地域圏へ向けて導入が実施された。「TER 2N」、もしくは「TER 2N PG」という愛称も有する。

## 概要
フランスの各地域圏の列車として運行が行われている「TER」向けに、アルストムとANF（現：アルストム）によるコンソーシアムが開発・製造した2階建て電車。製造にあたっては導入を希望した地域圏からの協力を受けている。
イル＝ド＝フランス地域圏に導入された2階建て電車であるZ20500形を基にしており、電動制御車と制御車からなる2両編成を組む。車内は2階の一部に1等座席の区域が存在する以外は全て2等座席となっており、2 + 2人掛けのクロスシートを基本とする。また、乗降扉を低い位置に設置する事で1階部分へは階段ではなくスロープで往来可能となっており、1階に車椅子やベビーカーが設置可能な折り畳み座席を備えた多目的スペースが存在する。また、車内には冷房に対応した空調が備わっており、運転室にも独立した空調設備が存在する。車両間にある貫通路は扉が無く、幌によって覆われ騒音を防止する設計となっている。

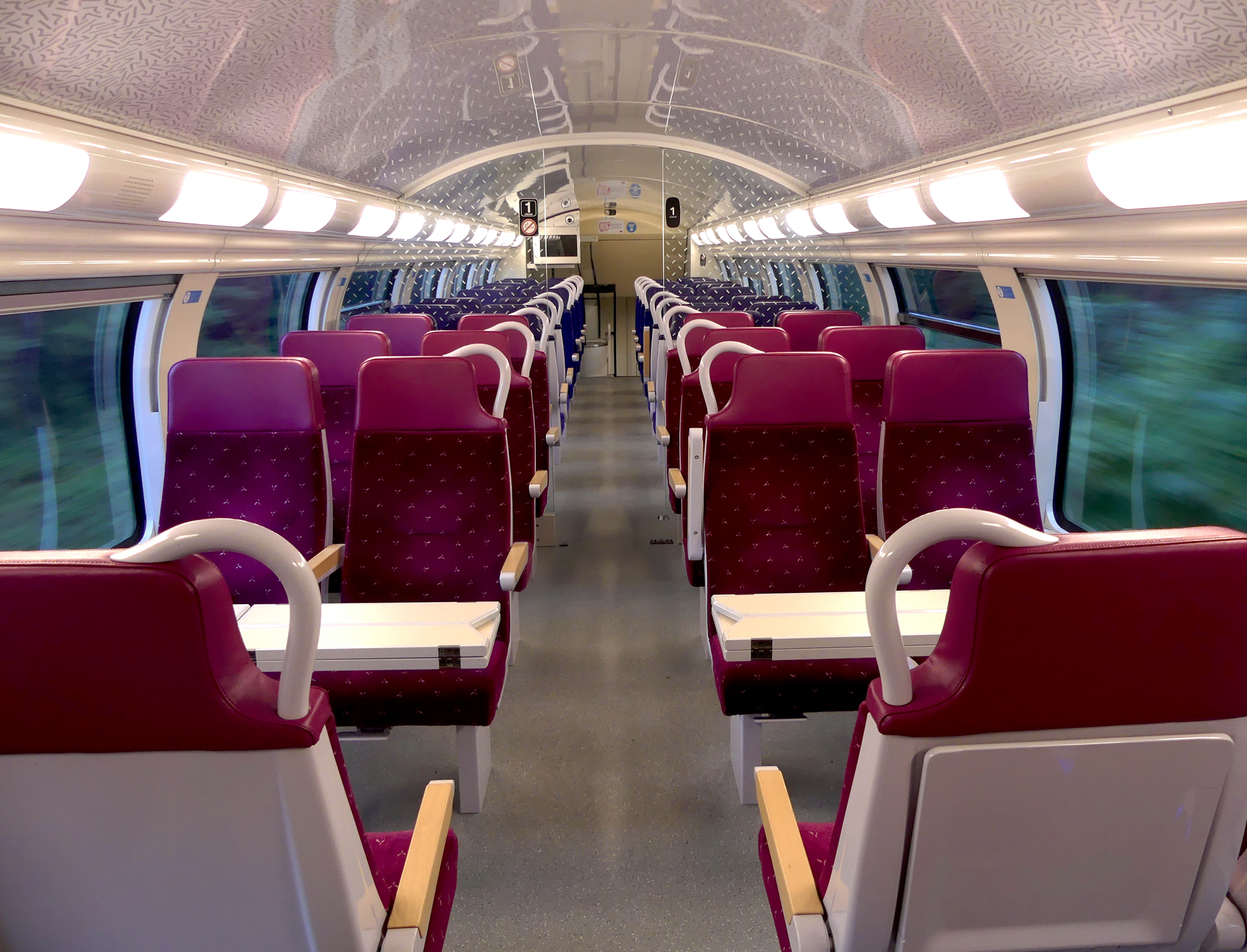
車内（1等座席）
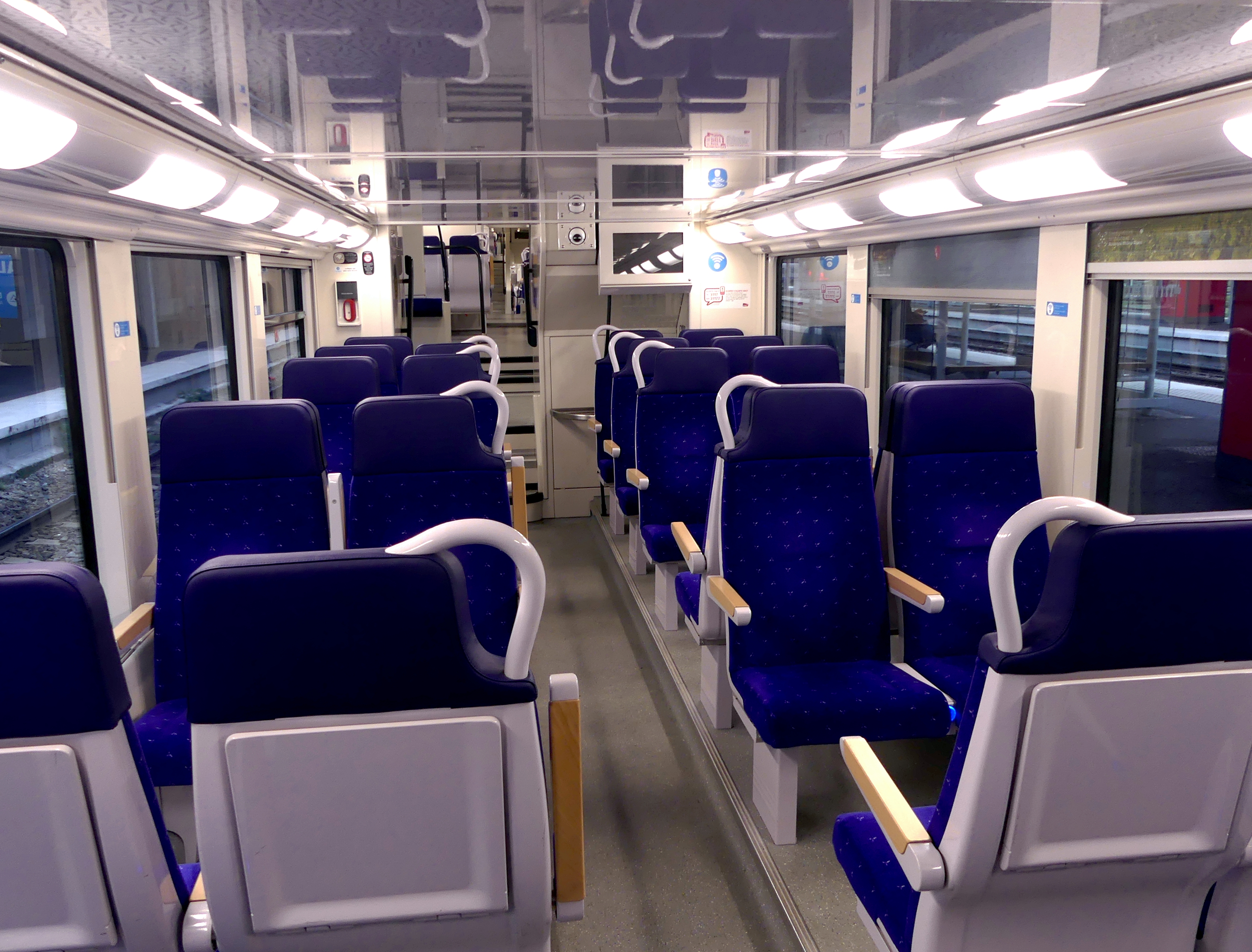
車内（2等座席、1階部分）
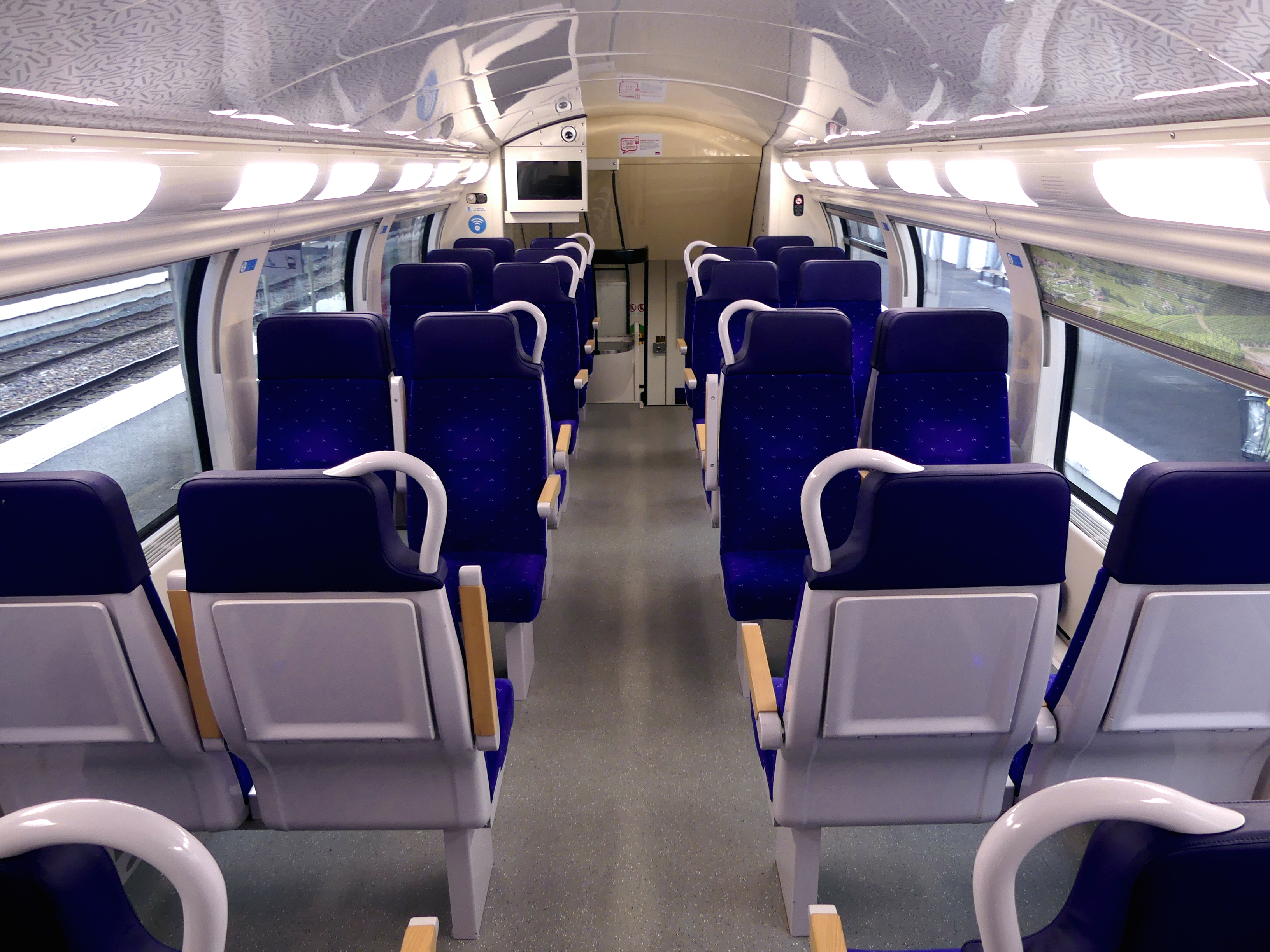
車内（2等座席、2階部分）
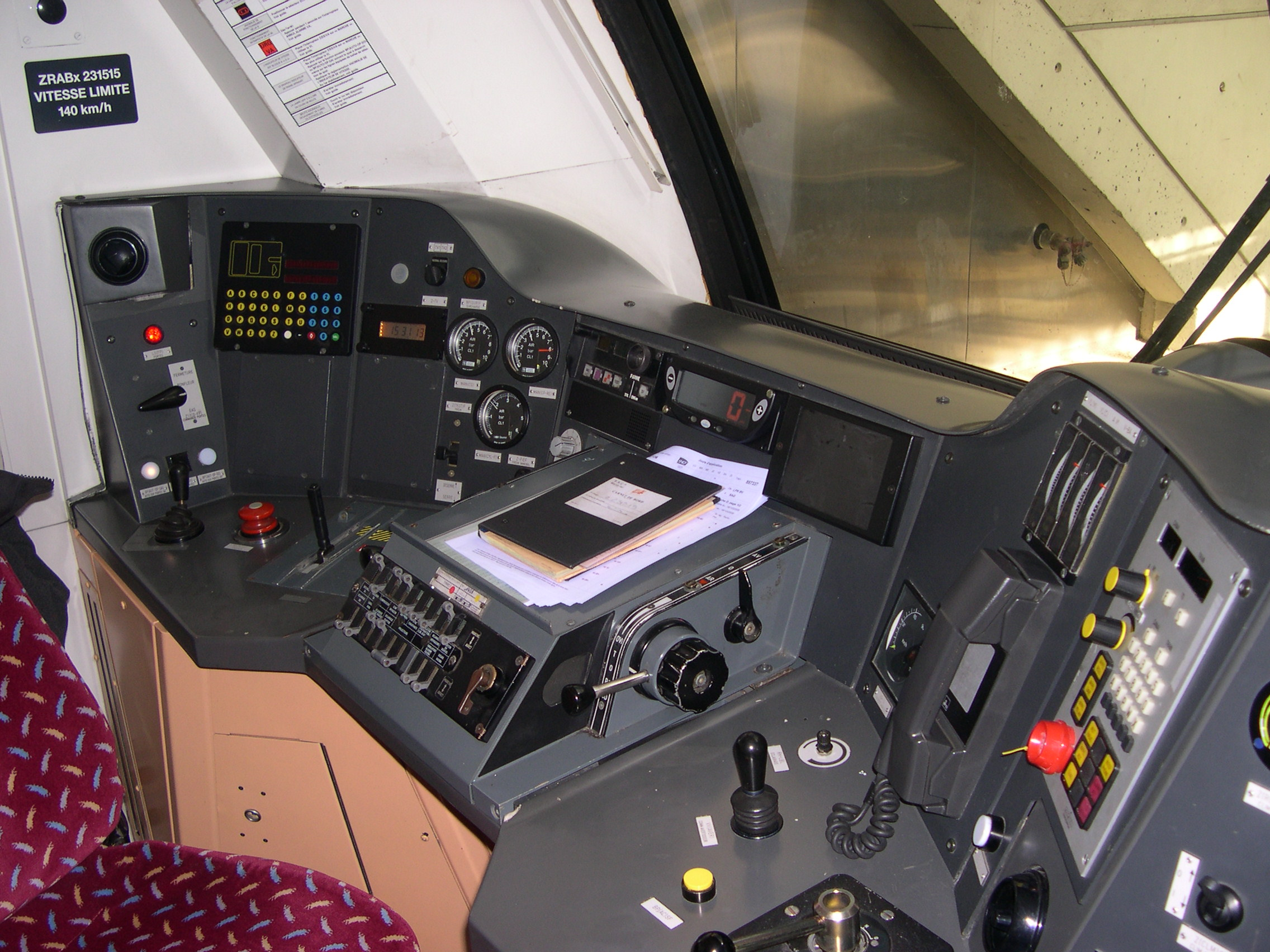
運転台

電気機器として、アルストムが開発したIGBT素子を用いる制御装置「ONIX 1500」が搭載されており、各台車に2基設置されている三相誘導電動機「FXA 2858」を制御する。流線形の前面には両端のショックアブソーバーや乗り上げ防止装置が搭載され、衝突時の乗務員や乗客の安全を確保する。また、最大4編成まで総括制御による連結運転が可能な構造となっている。

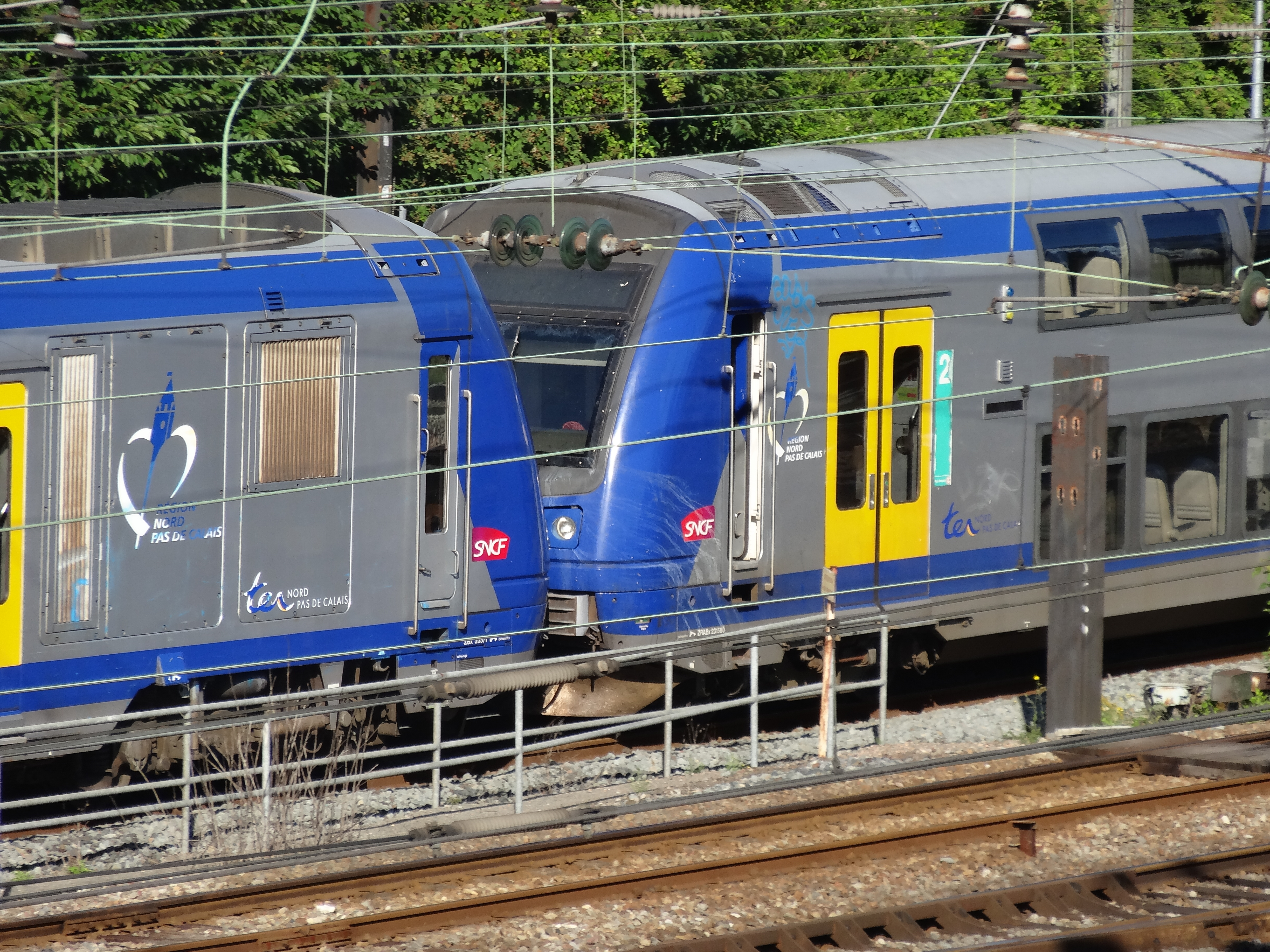
連結運転を実施するZ23500形（2013年撮影）

製造は1997年から始まり、試運転を経て1998年2月にマルセイユ - ヴェンティミーリア間の列車で営業運転を開始し、以降2000年3月までに発注分の80編成（2両編成80本）が各地域圏に導入された。ただし、その後ノール＝パ・ド・カレー地域圏向けの1編成（Z23574編成）が事故で廃車となったため、2025年現在は79編成が以下の都市圏で使用されている。また、2018年から2022年にかけて、これらの車両は大規模な更新工事が行われており、機器の交換や車体の修繕、一部折り畳み座席の撤去に加え、一部地域では監視カメラやwi-fi通信機能に対応した機器、車内の日除けカーテン、乗降客の人数測定装置の設置も行われている。
- ノール＝パ・ド・カレー地域圏 - 33編成
- プロヴァンス＝アルプ＝コート・ダジュール地域圏 - 30編成
- オーヴェルニュ＝ローヌ＝アルプ地域圏（旧：ローヌ＝アルプ地域圏） - 16編成

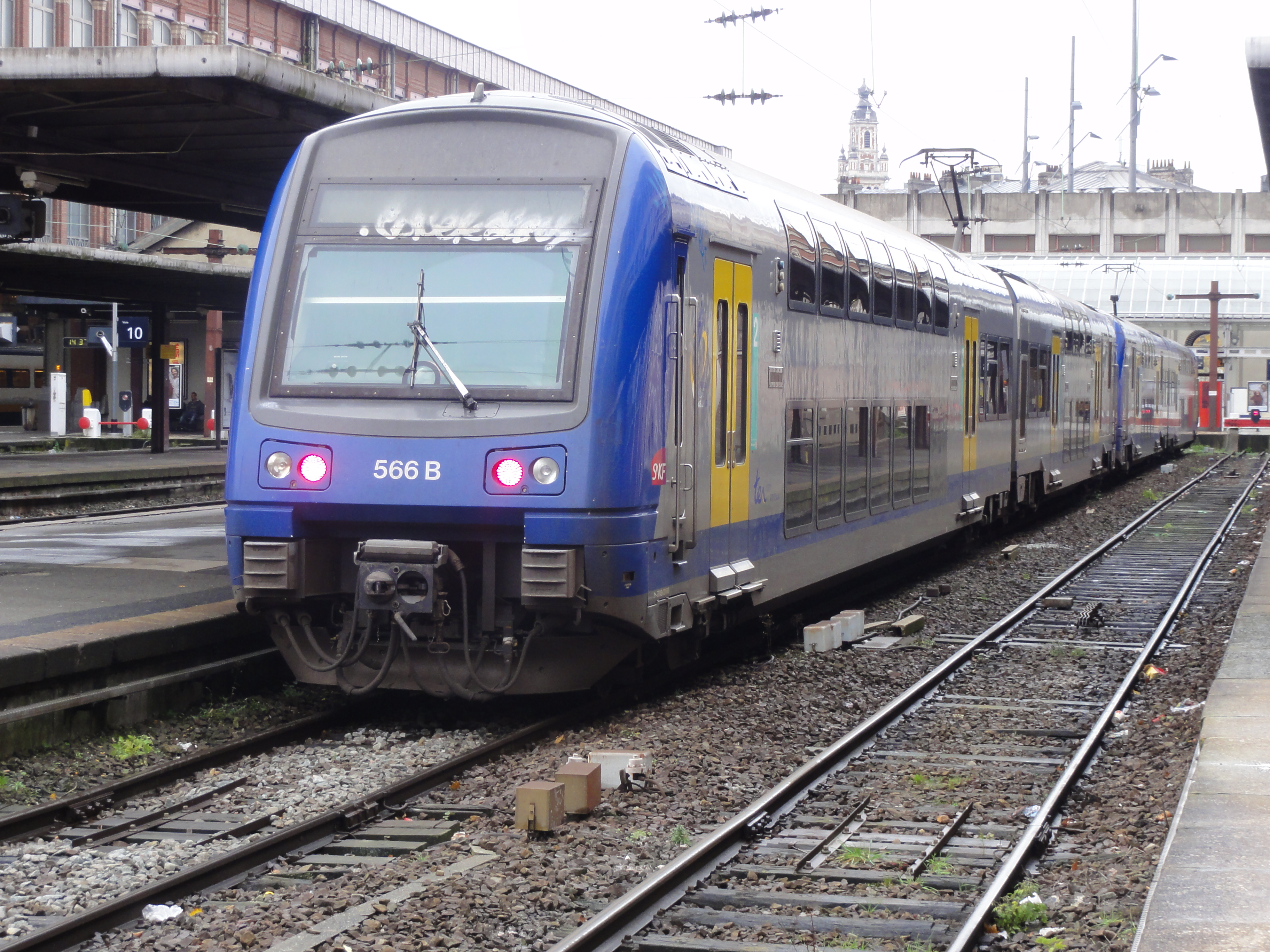
ノール＝パ・ド・カレー地域圏 （2012年撮影）
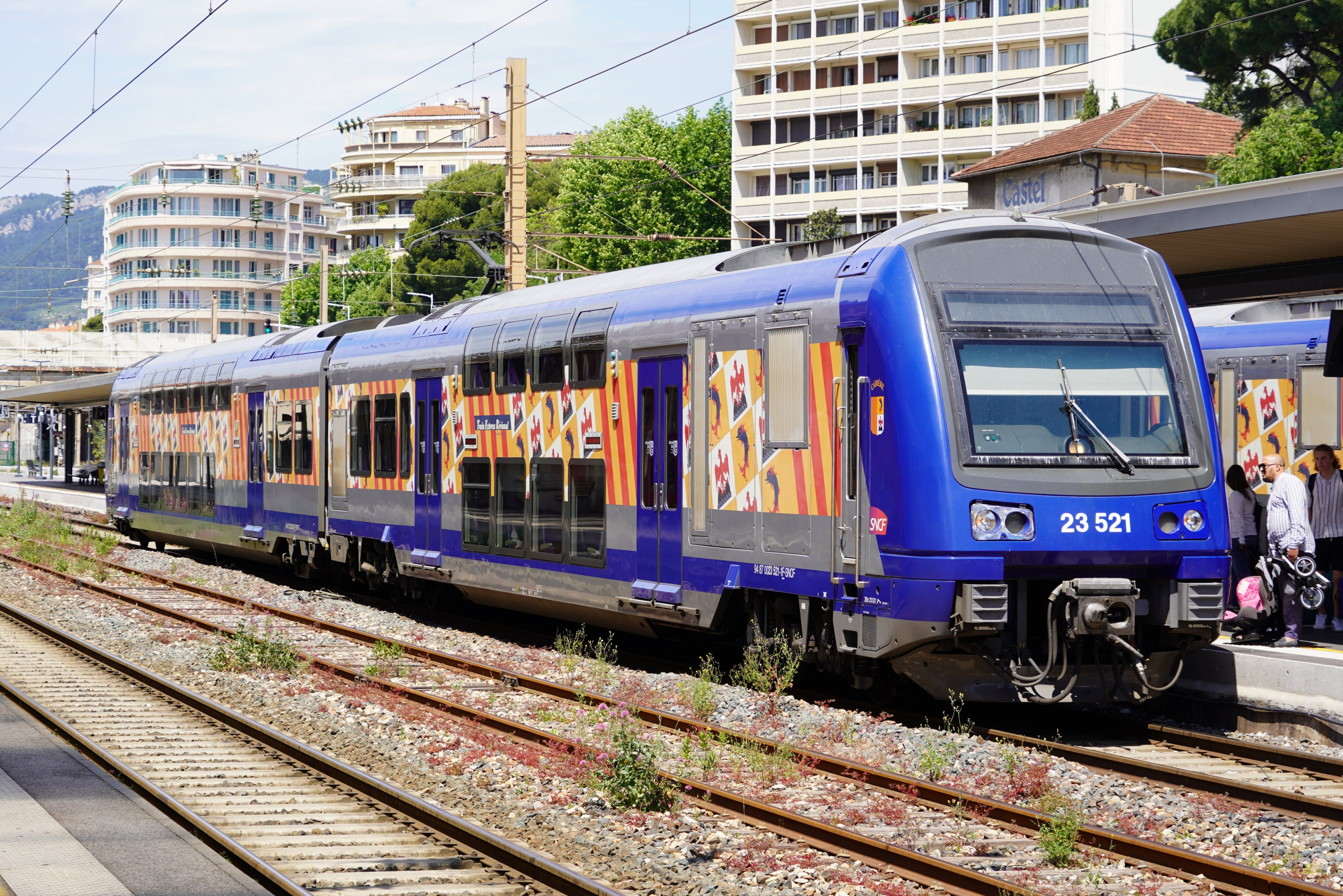
プロヴァンス＝アルプ＝コート・ダジュール地域圏 （2024年撮影）
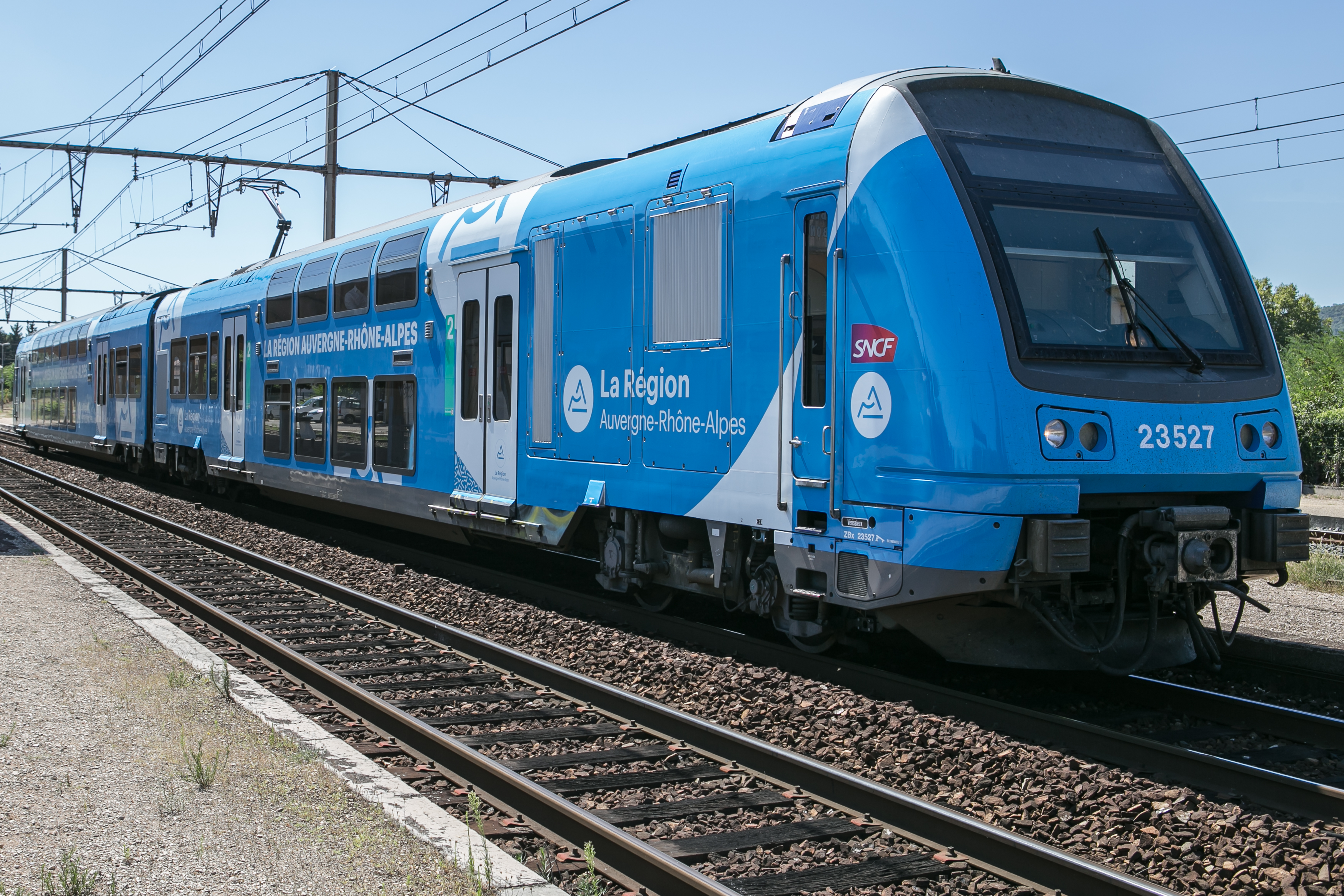
オーヴェルニュ＝ローヌ＝アルプ地域圏 （2018年撮影）
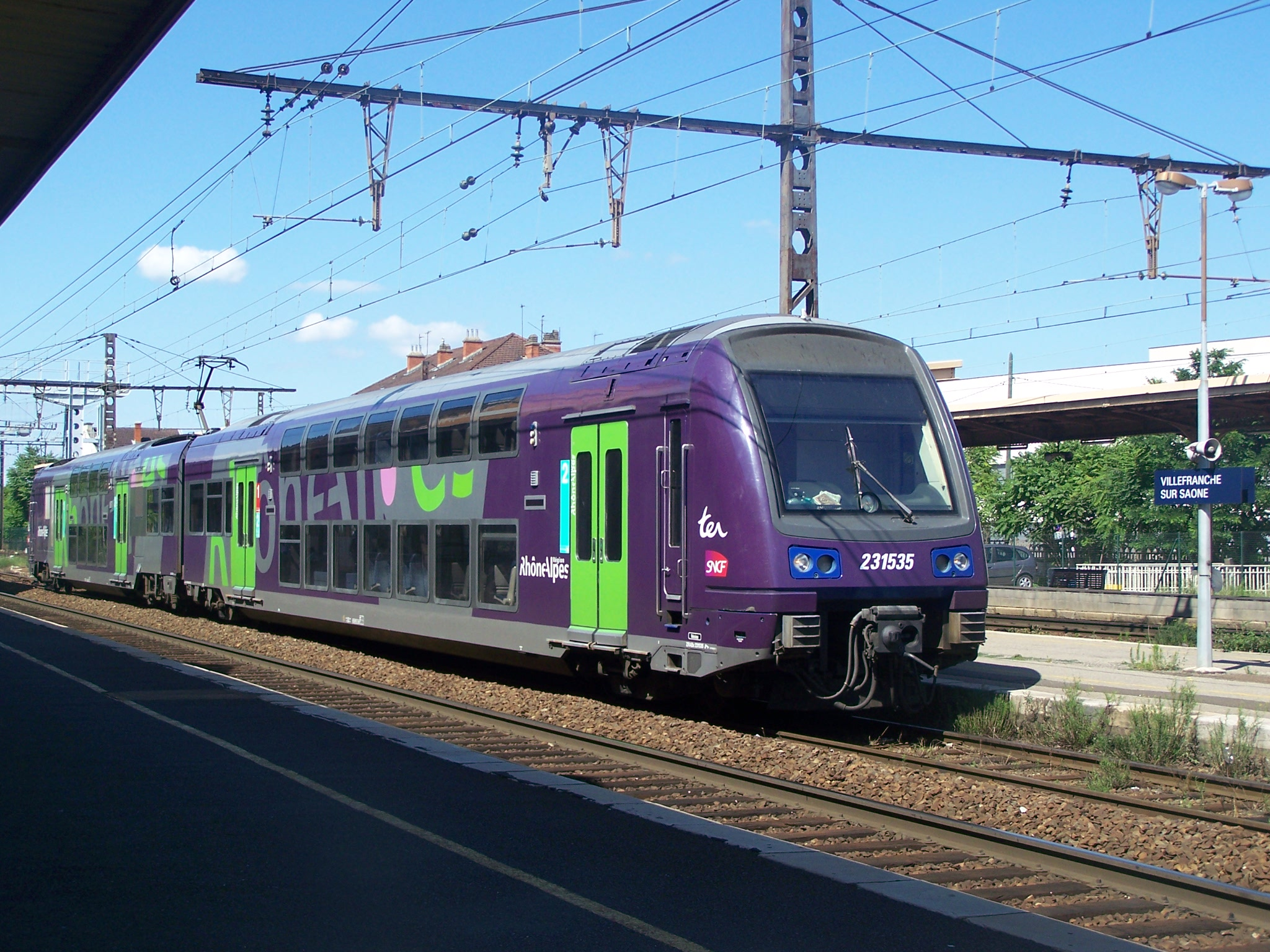
ローヌ＝アルプ地域圏 （2008年撮影）

## 関連形式
- フランス国鉄Z24500形・Z26500形電車 - Z23500形を基に開発・製造された、TER向けの2階建て電車[6]。